# 北千束
北千束（日语：／ Kita-senzoku */?）是東京都大田區的町，現行行政地名為北千束一丁目至北千束三丁目。人口有12,387人（2012年8月1日）。郵遞區號為145-0062。

## 地理
位於東京都大田區最北部。北鄰目黑區南。東部大略以環七通（東京都道318號環狀七號線）為界，接目黑區洗足、品川區旗之台。南鄰大田區南千束。西接目黑區大岡山。西南端連大田區石川町。
地內有東急目黑線與東急大井町線通過，並設有大岡山站與北千束站。此外東邊有環七通通過。車站周邊可見商店，其他多為住宅區。

## 歷史
古時屬馬込村小名千束村。1932年（昭和7年）大森區成立，馬込村小名千束村成立北千束町、南千束町。1966年（昭和41年）實施新住居表示，北千束町成為現行的北千束。

### 地名由來
源自北千束町。
關於「千束」的由來，傳聞是因此地免於上繳稻千束而得名。

## 交通
西邊與目黑區大岡山交界附近有東急目黑線、東急大井町線大岡山站。大岡山雖然是目黑區地名，但所在地是在北千束。東部有東急大井町線北千束站。另可利用東北方的東急目黑線洗足站。此外，還可利用環七通的巴士路線。

## 設施
- 清水窪辯財天（境內的水池是洗足池的水源之一）
- 東急醫院
- 昭和大學齒學部
- 大田區立清水窪小學校
- 大田區立赤松小學校
- My Basket（まいばすけっと）

## 備註
1. ↑  .   [2013-08-19]. （原始内容存档于2014-02-18）.

35°36′22.7″N 139°41′35.5″E / 35.606306°N 139.693194°E